# أندي هيرلي
أندي هيرلي (بالإنجليزية: Andy Hurley) هو موسيقي أمريكي، ولد في 31 مايو 1980 في ميلواكي في الولايات المتحدة. وهو قارع الطبول في فرقة فول آوت بوي.

## وصلات خارجية
- الموقع الرسمي
- أندي هيرلي على موقع IMDb (الإنجليزية)
- أندي هيرلي على موقع ميوزك برينز (الإنجليزية)
- أندي هيرلي على موقع إن إن دي بي (الإنجليزية)
- أندي هيرلي على موقع أول ميوزيك (الإنجليزية)
- أندي هيرلي على موقع ديسكوغز (الإنجليزية)
- أندي هيرلي على موقع قاعدة بيانات الفيلم (الإنجليزية)